# Сан-Пьетро-а-Майда
Сан-Пье́тро-а-Ма́йда (итал. San Pietro a Maida, сиц. Santu Pietru de Maida) — коммуна в Италии, в регионе Калабрия, подчиняется административному центру Катандзаро.
Население составляет 4282 человека, плотность населения — 261,9 чел./км². Занимает площадь 16,3 км². Почтовый индекс — 88025. Телефонный код — 0968.
Покровителем коммуны почитается святитель Николай Мирликийский, чудотворец, празднование 6 декабря.